# South African Professional Championship 1946
Die South African Professional Championship 1946 war ein professionelles Snookerturnier, das Anfang 1946 in Südafrika zur Ermittlung des südafrikanischen Profimeisters im Challenge-Format ausgetragen wurde. Herausforderer Freddie van Rensberg sicherte sich den Titel gegen den direkt für das Endspiel qualifizierten Peter Mans. Dieser spielte dafür ein 137er-Break.

## Das Finalspiel
Das Turnier ist die erste bekannte Ausgabe der South African Professional Championship und wird nur von der Datenbank CueTracker geführt, Chris Turner’s Snooker Archive kennt sie nicht. Möglicherweise gab es aber schon vorher Ausgaben des Turnieres, was zumindest plausibel erklären würde, warum Peter Mans anscheinend direkt für das Finale qualifiziert war. Beim Herausforderungsmodus ist eigentlich nur der Titelverteidiger direkt für das Finale gesetzt und trifft dort auf einen Herausforderer, der vorab bestimmt wurde. Diese Rolle fiel in diesem Falle Freddie van Rensberg zu, der sich eben vorab qualifiziert hatte. Das Spiel wurde bis zum 30. April 1946 im Modus Best of 21 Frames ausgetragen. Die Ergebnisse der einzelnen Frames sind unbekannt; trotz eines für damalige Verhältnisse sehr hohen Breaks von 137 Punkten seitens Mans gewann am Ende Van Rensberg mit 11:6.
| Finale: Best of 21 Frames , Südafrika, bis 30. April 1946 |                |            |
| Freddie van Rensberg                                      | 11:6           | Peter Mans |
| Die Ergebnisse der einzelnen Frames sind unbekannt        |                |            |
| –                                                         | Höchstes Break | 137        |
| –                                                         | Century-Breaks | 1          |
| –                                                         | 50+-Breaks     | –          |

## Qualifikation
Soweit bekannt, bestand die Qualifikation aus nur zwei Spielen, jeweils im Modus Best of 15 Frames, die Van Rensberg jeweils klar für sich entschied.

|  | Erste Runde Best of 15 Frames | Erste Runde Best of 15 Frames | Erste Runde Best of 15 Frames |  |  | Zweite Runde Best of 15 Frames | Zweite Runde Best of 15 Frames | Zweite Runde Best of 15 Frames |
|  |                               |                               |                               |  |  |                                |                                |                                |
|  | 2                             | Freddie van Rensberg          | 8                             |  |  |                                |                                |                                |
|  | 3                             | R. Rowles                     | 0                             |  |  |                                | Freddie van Rensberg           | 8                              |
|  |                               |                               |                               |  |  | 1                              | B. Hirtzenberg                 | 0                              |